# Березовка (Ровненская область)
Березовка (укр. Березівка) — село в Великомежиричской сельской общине Ровненского района Ровненской области Украины.
До 2020 года входило в Корецкий район.
Население по переписи 2001 года составляло 264 человека. Почтовый индекс — 34731. Телефонный код — 3651.